# Microsoft Office 2008 voor Mac
Microsoft Office 2008 voor Mac is een versie van Microsoft Office voor Mac. Het is de opvolger van Microsoft Office 2004 voor Mac en de Macversie van Microsoft Office 2007 van Windows. Het is ontwikkeld door Microsofts Macintosh Business Unit en vrijgeven op 15 januari 2008. Op 26 oktober 2010 is Office 2008 voor Mac opgevolgd door Microsoft Office 2011 voor Mac.

## Uitgave
Office 2008 was aanvankelijk gepland voor uitgave in de tweede helft van 2007. Dit liep echter uit tot januari 2008. De voornaamste oorzaak hiervoor was dat er tijd nodig was om een aantal bugs, lekken, en dergelijke te repareren.
In tegenstelling tot Office 2007 voor Windows is er voor de release van Office 2008 geen publieke bèta vrijgegeven.

## Functies
Office 2008 voor Mac bevat dezelfde programma's als Office 2004 voor Mac: Entourage, Excel, PowerPoint en Word. De programma's hebben een aantal nieuwe functies en hebben een nieuw uiterlijk voor knoppen. Ook Microsoft Messenger for Mac versie 6 wordt meegeleverd.
Office 2008 voor Mac gebruikt net als Microsoft Office 2007 voor Windows het nieuwe formaat met een x erachter (.docx, .xlsx, etc.). Dit zodat sommige nieuwe functies kunnen worden gebruikt. Bestanden kunnen echter ook in het oude bestandsformaat geopend en opgeslagen worden, maar dan bestaat de kans dat sommige nieuwe functies verloren gaan. Oudere versies van Microsoft Office ondersteunen het nieuwe formaat echter niet en kunnen het niet openen.
In Word zijn enkele functies verwerkt, die lijken op functies in Publisher. Deze functies zijn wel veel beperkter dan de functies die beschikbaar zijn in Publisher voor Windows.
In tegenstelling tot Office 2007 voor Windows bevat Office 2008 voor Mac geen lint (ook wel ribbon genoemd). De menubalk lijkt daarentegen veel op de menubalk in bijvoorbeeld Microsoft Office 2003 voor Windows.

## Edities
Microsoft Office 2008 for Mac is uitgekomen in 4 edities. Alle edities bevatten Entourage, Excel, PowerPoint en Word.
- Home and Student Edition (zonder Exchange Server-ondersteuning en Automator-acties)
- Standard Edition (met Exchange Server-ondersteuning)
- Special Media Edition (met Exchange Server-ondersteuning en Expression Media)
- Business Edition (met Exchange Server-ondersteuning, Office Live Workspace, SharePoint-ondersteuning, Remote Desktop Connection, Exchange Online, SharePoint Online en Office Live Meeting)